# كرادولف-شوننبيرغ
كرادولف-شوننبيرغ (بالألمانية: Kradolf-Schönenberg) هي بلدية ضمن مقاطعة فاينفيلدن في كانتون تورغاو بسويسرا. تبلغ مساحتها 10.9 كيلومتر مربع، ويقدر عدد سكانها بـ 3708 نسمة (حسب تعداد ديسمبر 2015).